# Comuna Orăștioara de Sus, Hunedoara
Orăștioara de Sus (în maghiară: Felsővárosviz, în germană. Oberbroosenbach) este o comună în județul Hunedoara, Transilvania, România, formată din satele Bucium, Costești, Costești-Deal, Grădiștea de Munte, Ludeștii de Jos, Ludeștii de Sus, Ocolișu Mic și Orăștioara de Sus (reședința).

## Demografie
Componența etnică a comunei Orăștioara de Sus
     Români (91,05%)
     Alte etnii (0,16%)
     Necunoscută (8,8%)
Componența confesională a comunei Orăștioara de Sus
     Ortodocși (86,91%)
     Penticostali (2,36%)
     Alte religii (1,57%)
     Necunoscută (9,16%)
Conform recensământului efectuat în 2021, populația comunei Orăștioara de Sus se ridică la 1.910 locuitori, în scădere față de recensământul anterior din 2011, când fuseseră înregistrați 2.079 de locuitori. Majoritatea locuitorilor sunt români (91,05%), iar pentru 8,8% nu se cunoaște apartenența etnică. Din punct de vedere confesional, majoritatea locuitorilor sunt ortodocși (86,91%), cu o minoritate de penticostali (2,36%), iar pentru 9,16% nu se cunoaște apartenența confesională.

## Politică și administrație
Comuna Orăștioara de Sus este administrată de un primar și un consiliu local compus din 11 consilieri. Primarul, Vasile-Marian Inășescu[*], de la Partidul Național Liberal, este în funcție din 2012. Începând cu alegerile locale din 2024, consiliul local are următoarea componență pe partide politice:
|  | Partid                          | Consilieri | Componența Consiliului | Componența Consiliului | Componența Consiliului | Componența Consiliului | Componența Consiliului |
|  | ------------------------------- | ---------- | ---------------------- | ---------------------- | ---------------------- | ---------------------- | ---------------------- |
|  | Partidul Național Liberal       | 5          |                        |                        |                        |                        |                        |
|  | Partidul Social Democrat        | 3          |                        |                        |                        |                        |                        |
|  | Alianța pentru Unirea Românilor | 3          |                        |                        |                        |                        |                        |

## Atracții turistice
- Frumoasa (sit de importanță comunitară inclus în rețeaua ecologică europeană Natura 2000 în România).
- Castrul roman de la Bucium
- Cetatea dacică " Costești-Blidaru"
- Cetatea dacică "Costești-Cetățuie"
- Castrul roman de la Grădiștea de Munte
- Castrul roman de la Costești-Deal
- Așezarea dacică de la Grădiștea de Munte
- Fortificația dacică de la Ocolișu Mic
- Siturile arheologice "Vârful lui Hulpe", "Sub Cununi" și "Masivul Fețele Albe" de la Grădiștea de Munte
- Fortificația dacică de la Costești

## Imagini

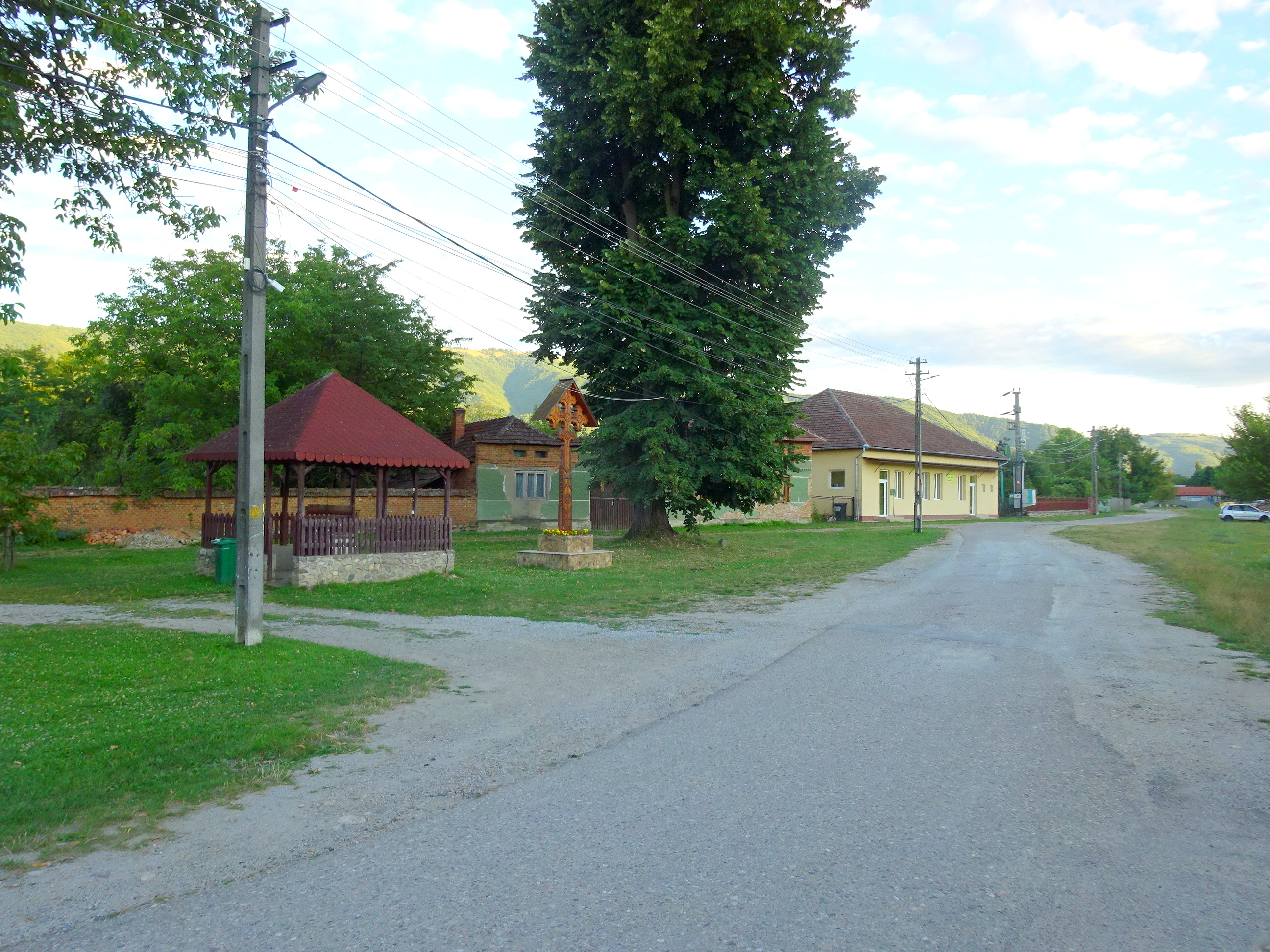
Orăștioara de Sus
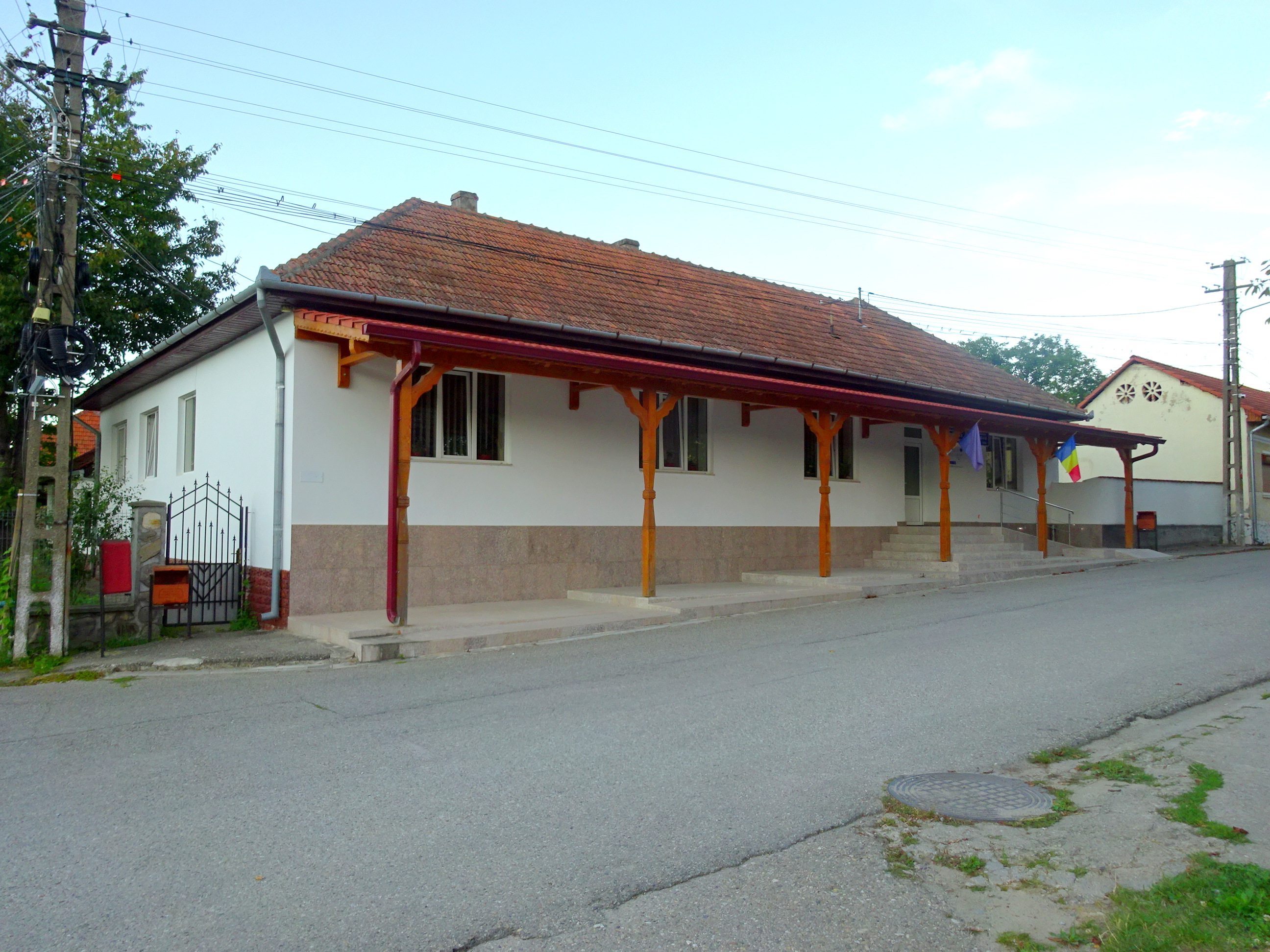
Primăria comunei Orăștioara de Sus
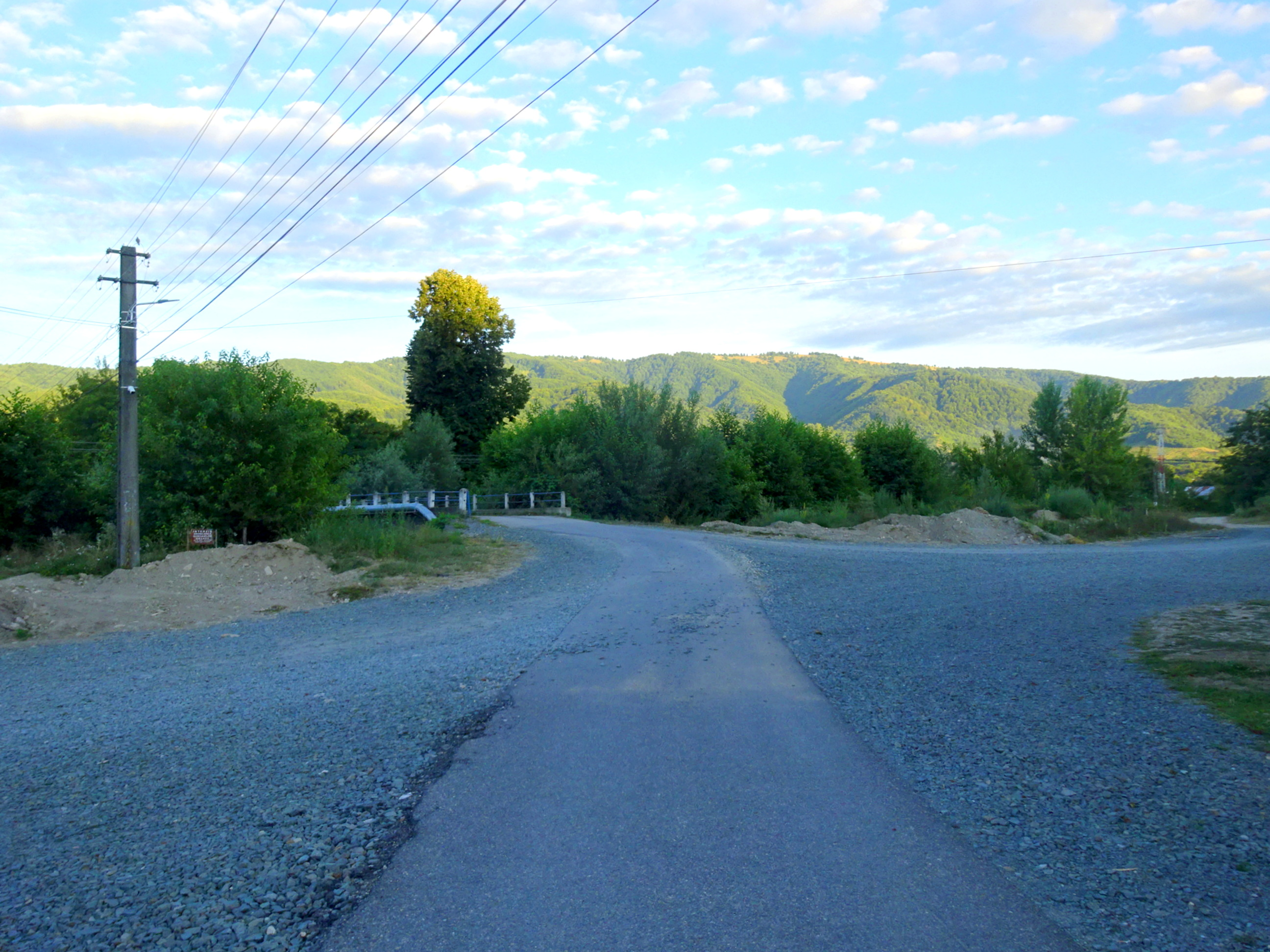
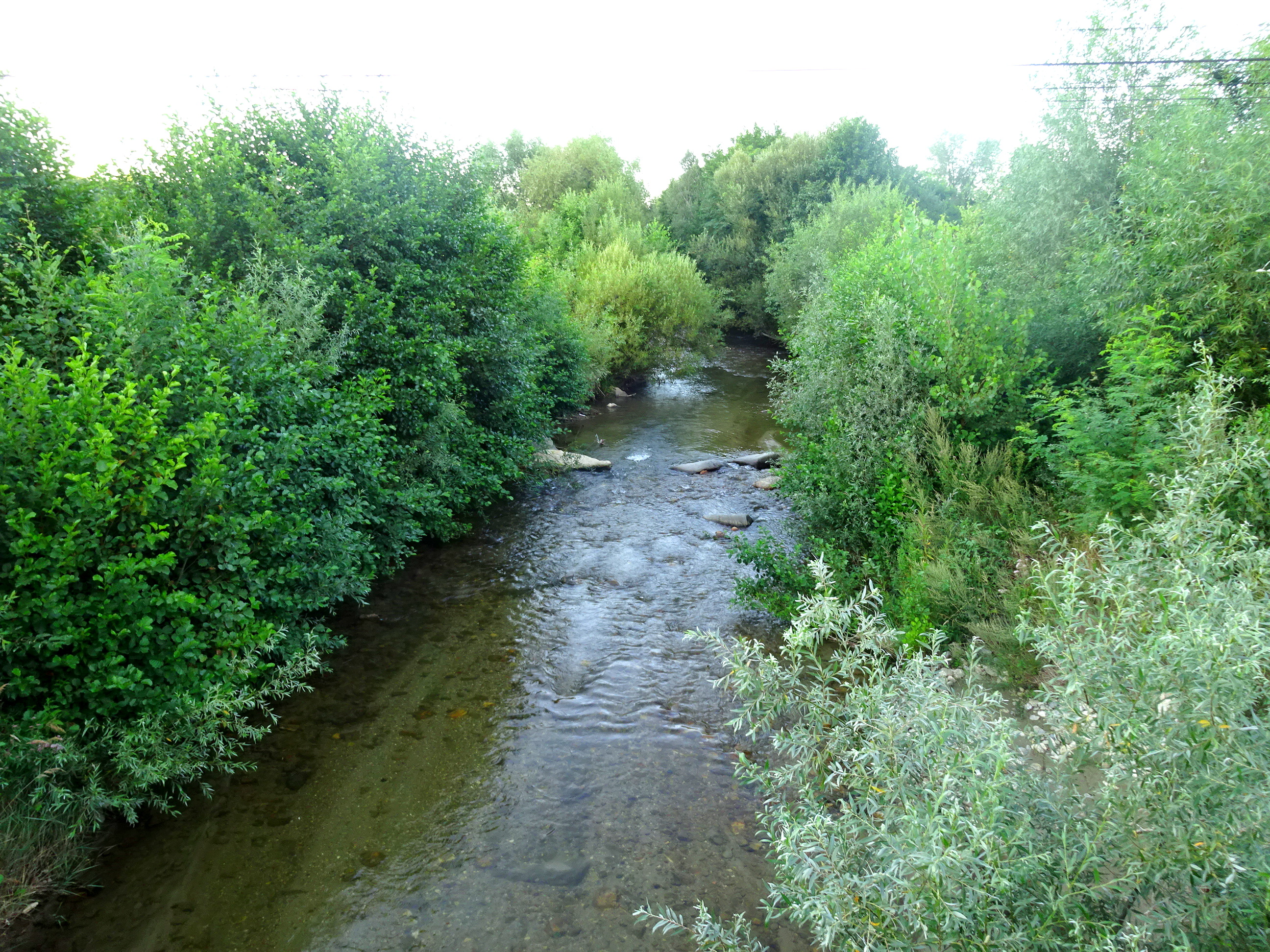
Râul Orăștie la Orăștioara de Sus
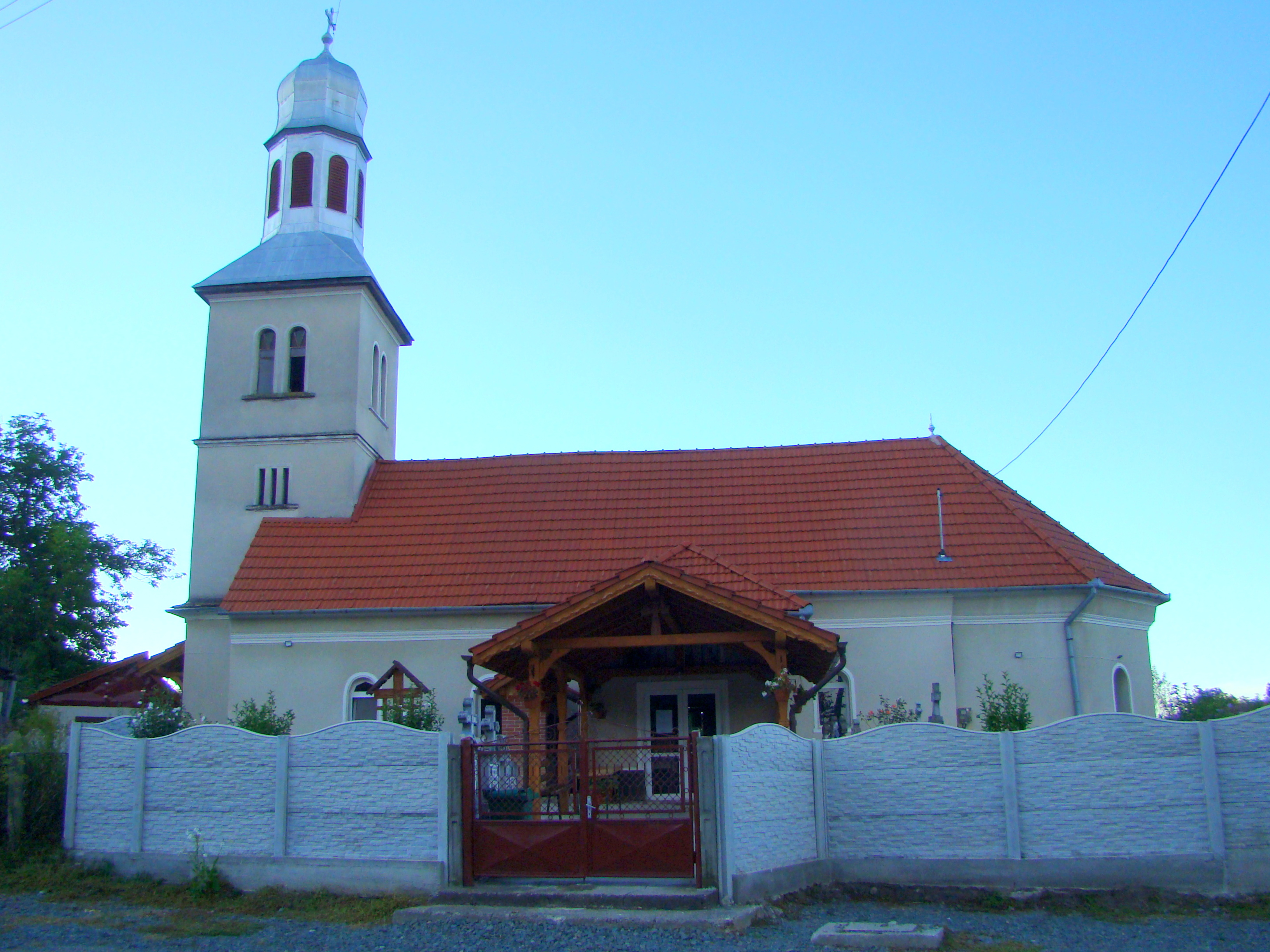
Biserica Sfântul Nicolae din Orăștioara de Sus (1794)
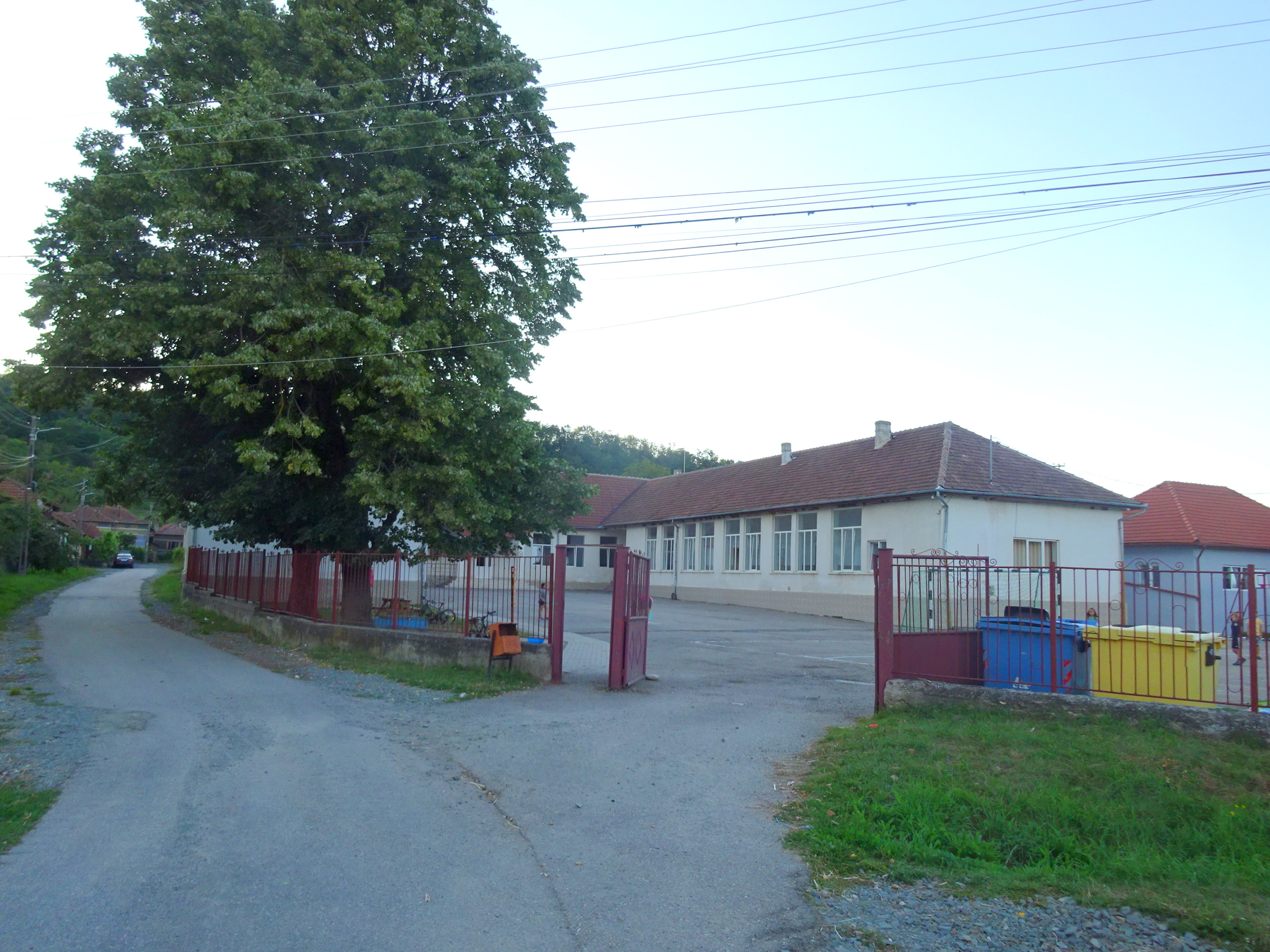
Școala
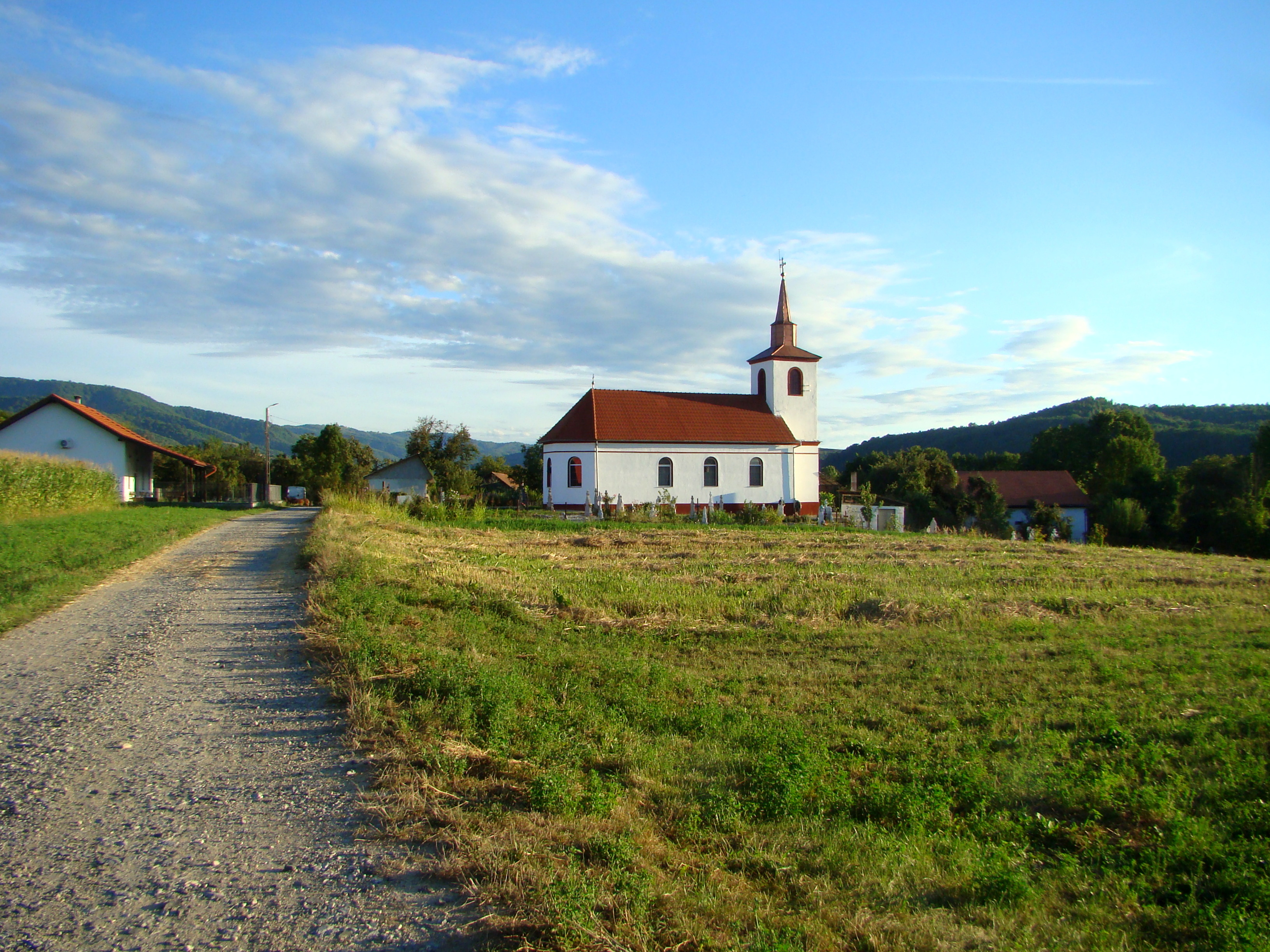
Biserica Sfântul Nicolae din Bucium (1892-1900)
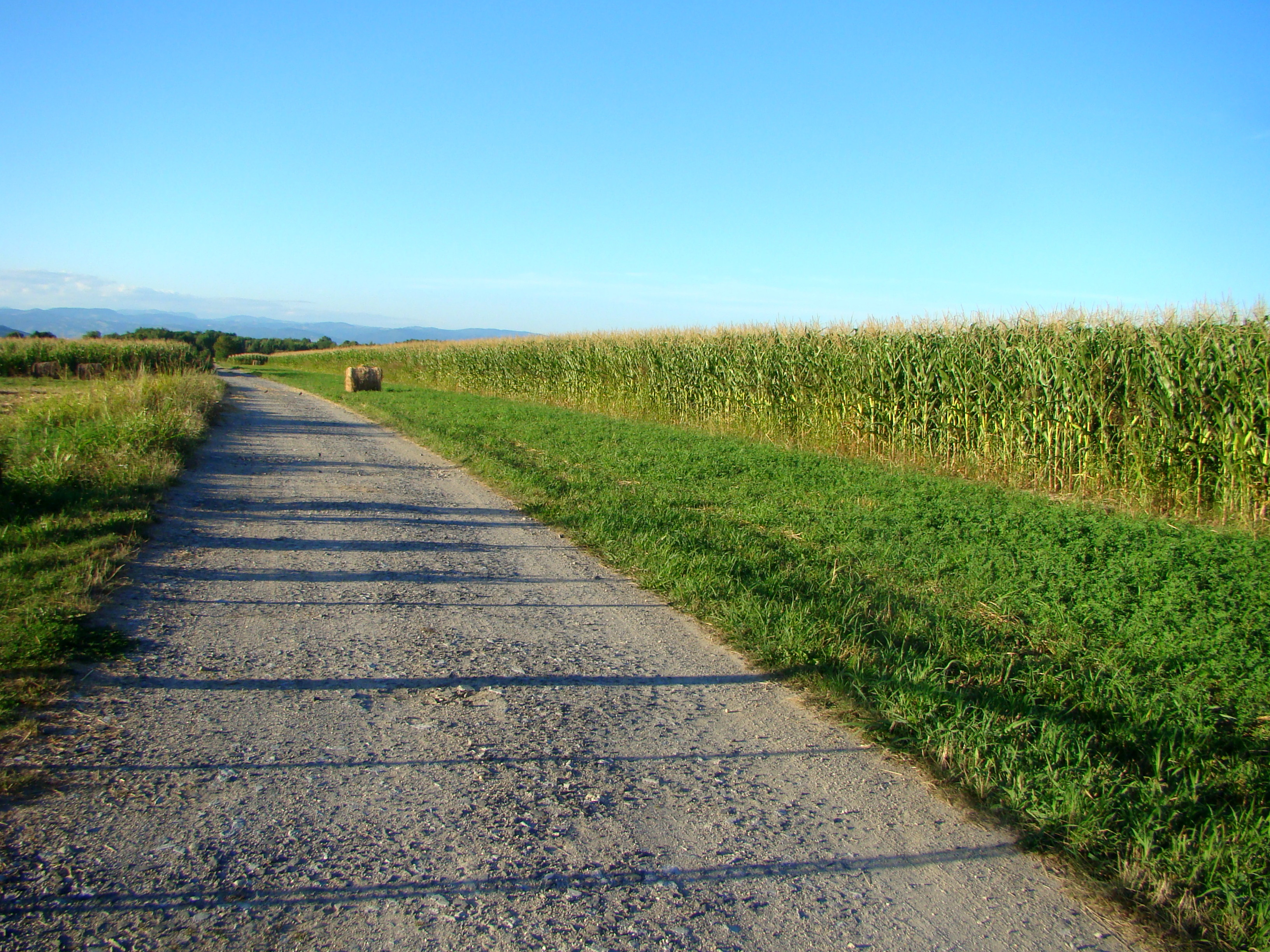
Bucium
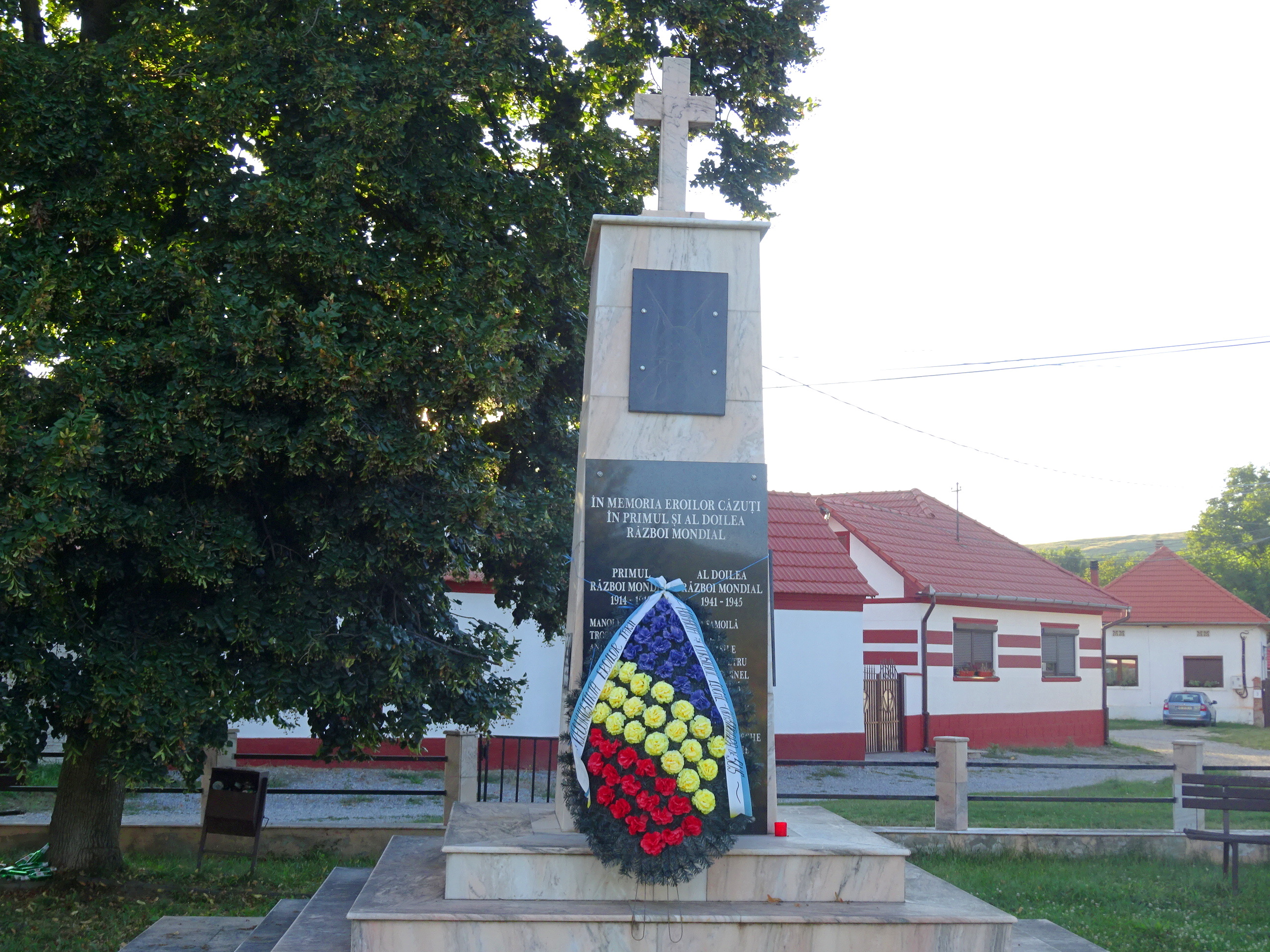
Monumentul eroilor din Bucium
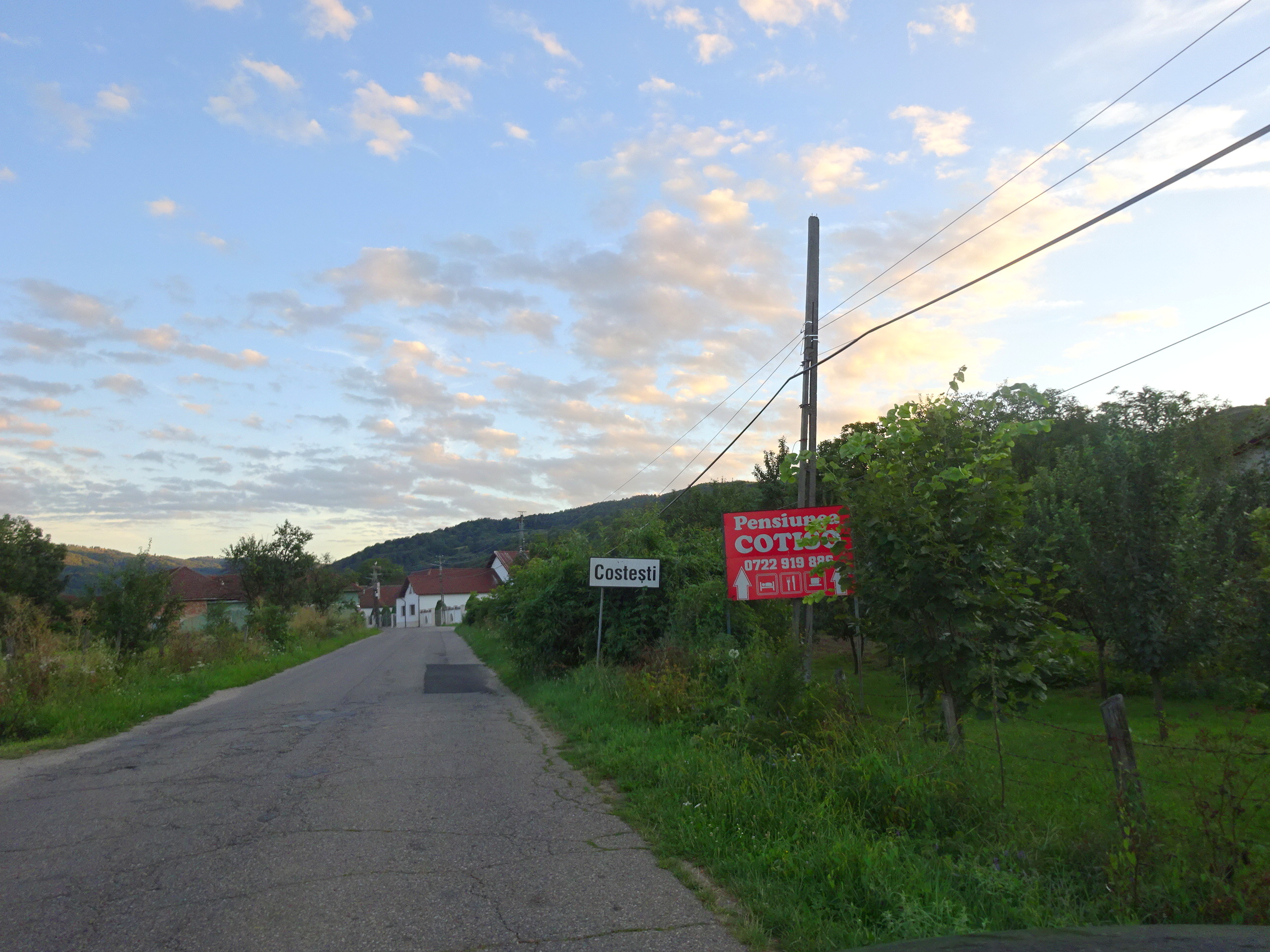
Costești
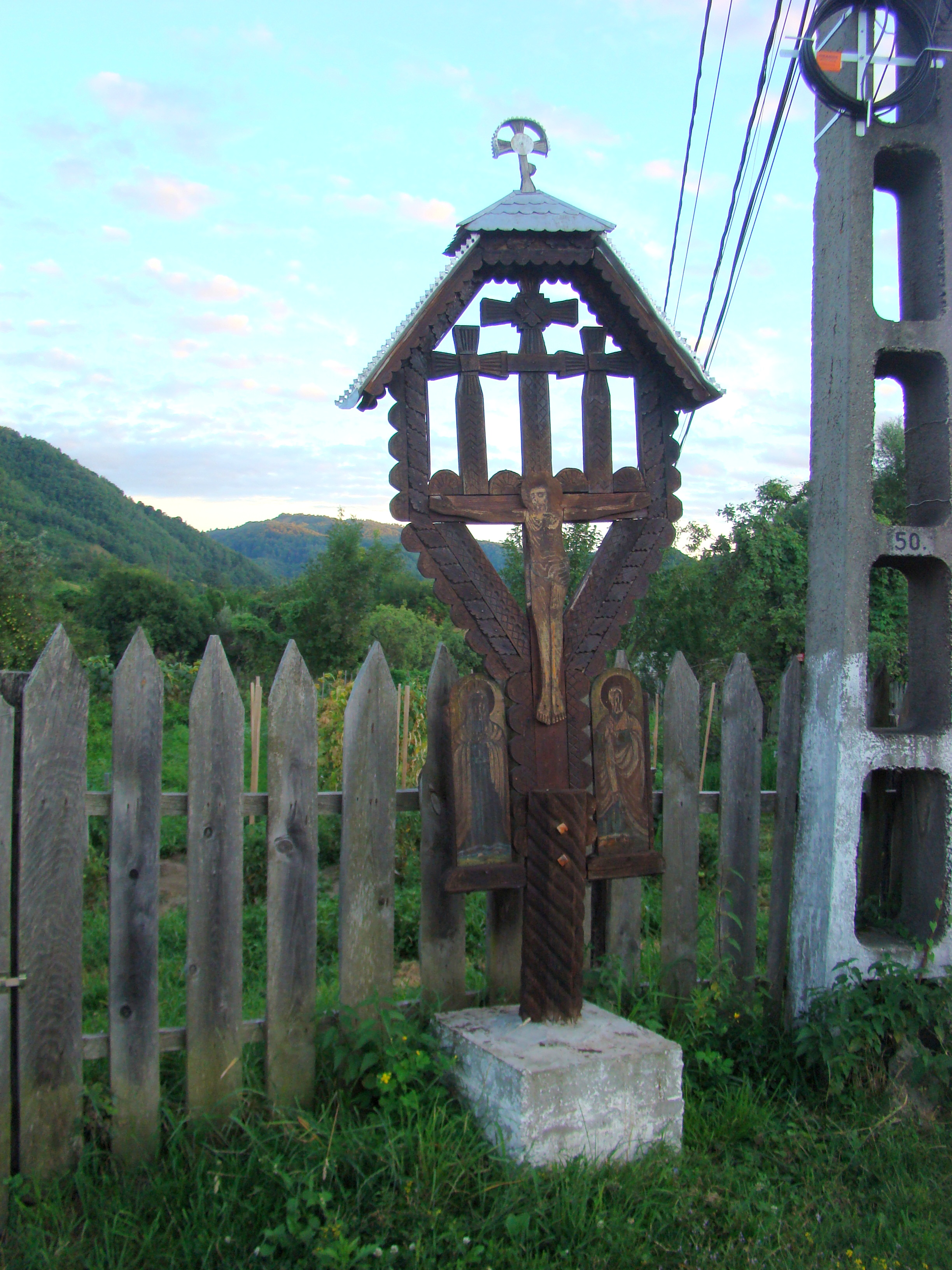
Troița
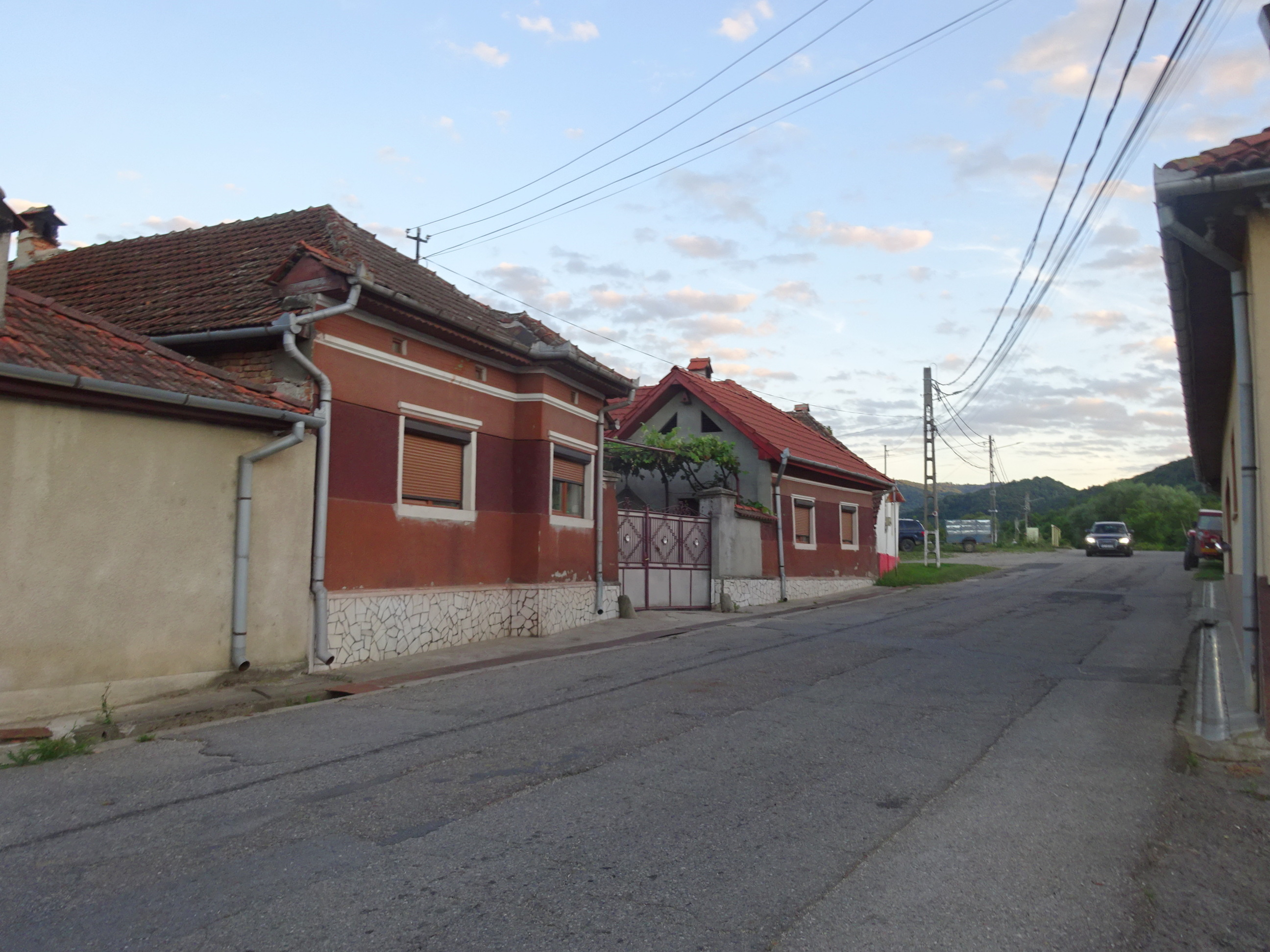
Costești
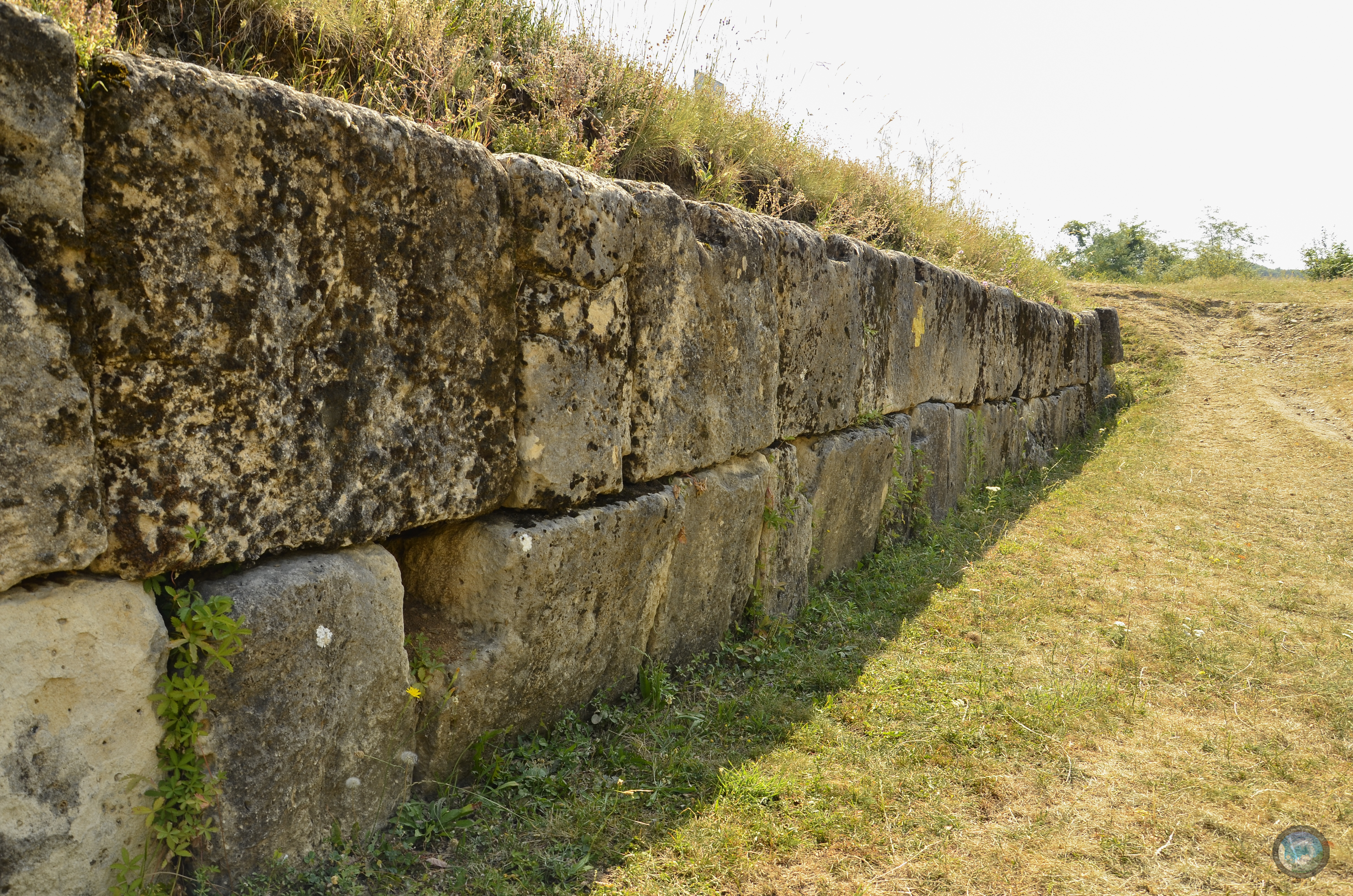
Cetatea dacică Costești-Cetățuie
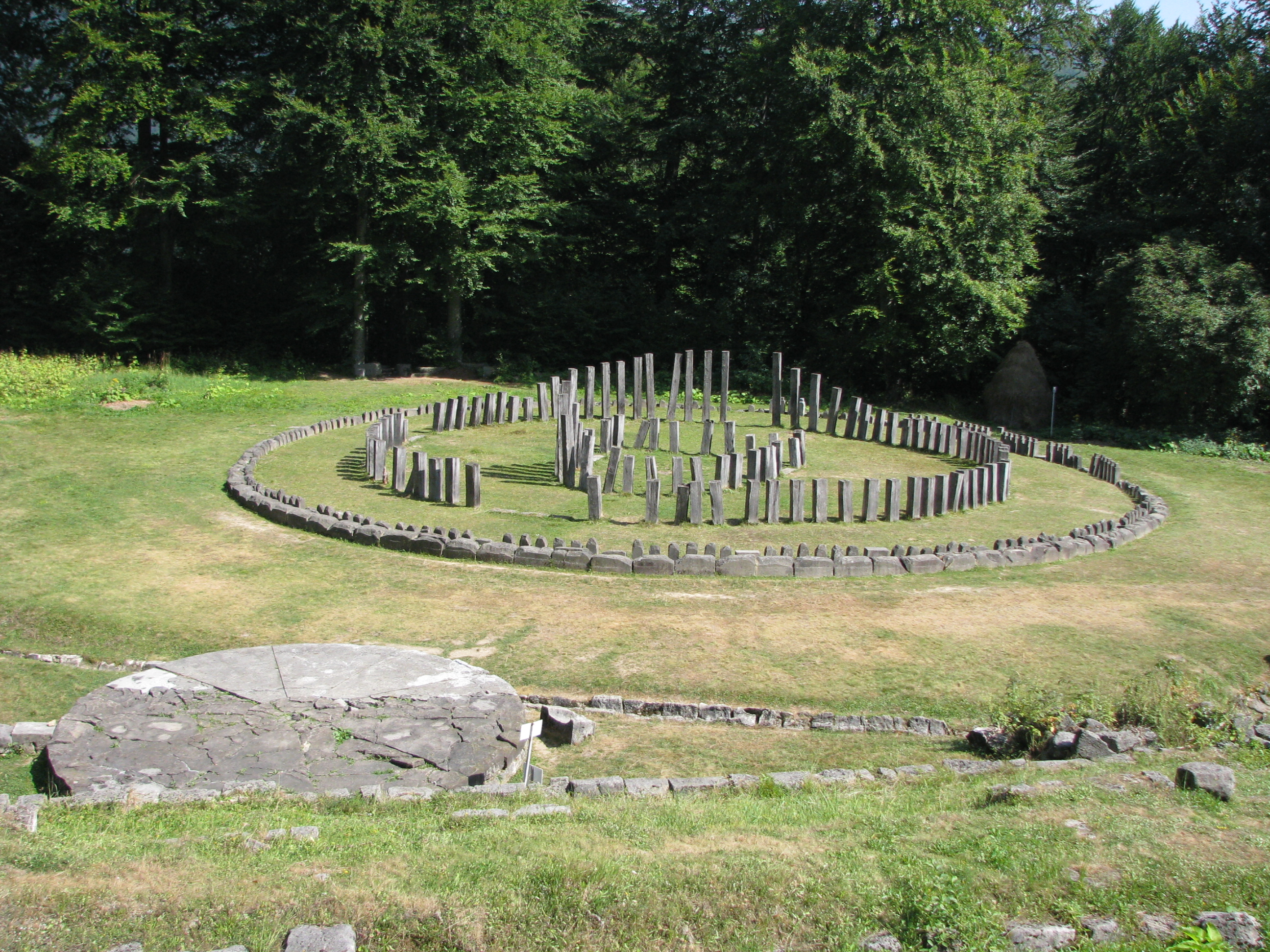
Grădiștea de Munte (Sarmizegetusa Regia)
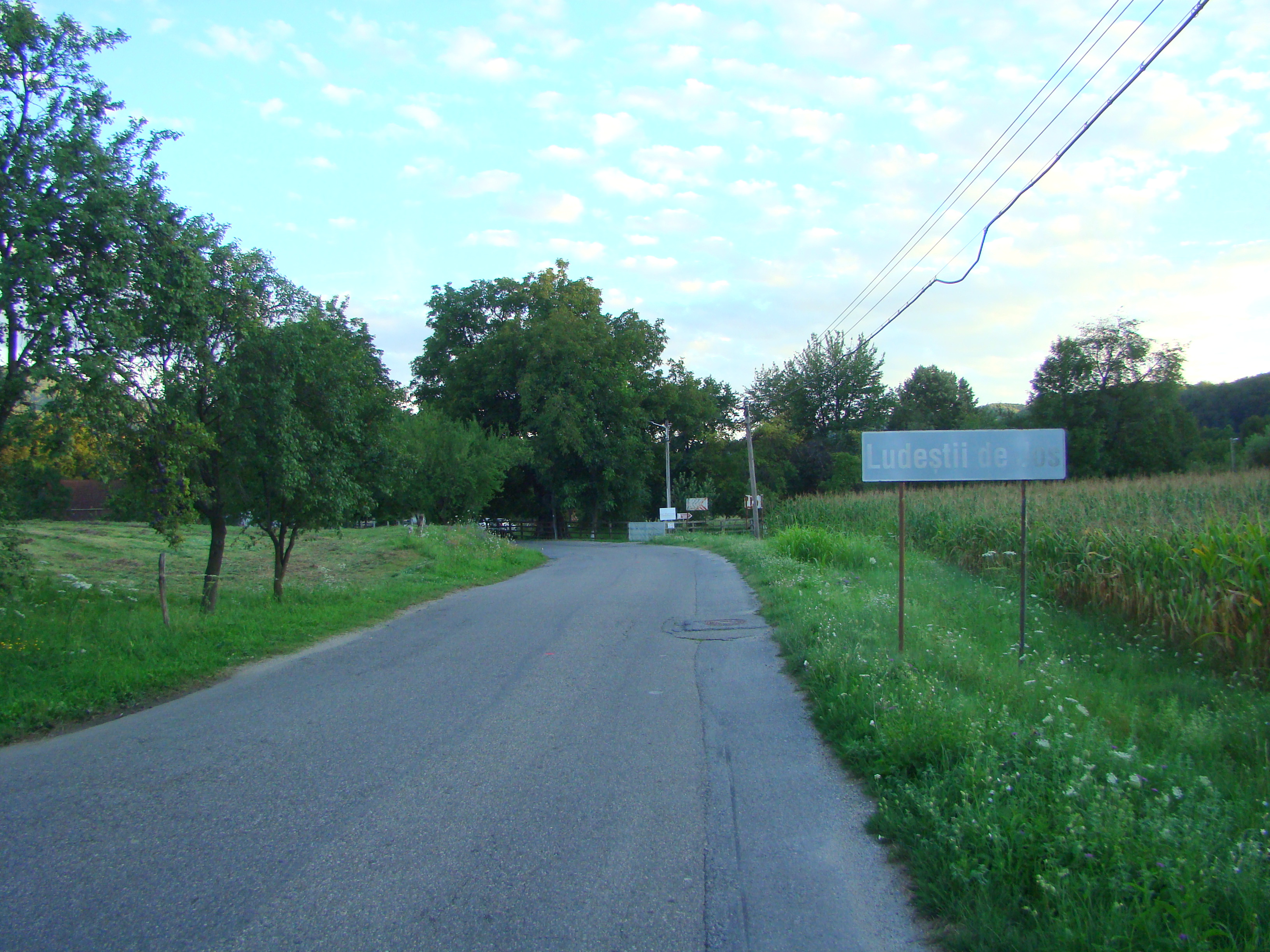
Ludeștii de Jos
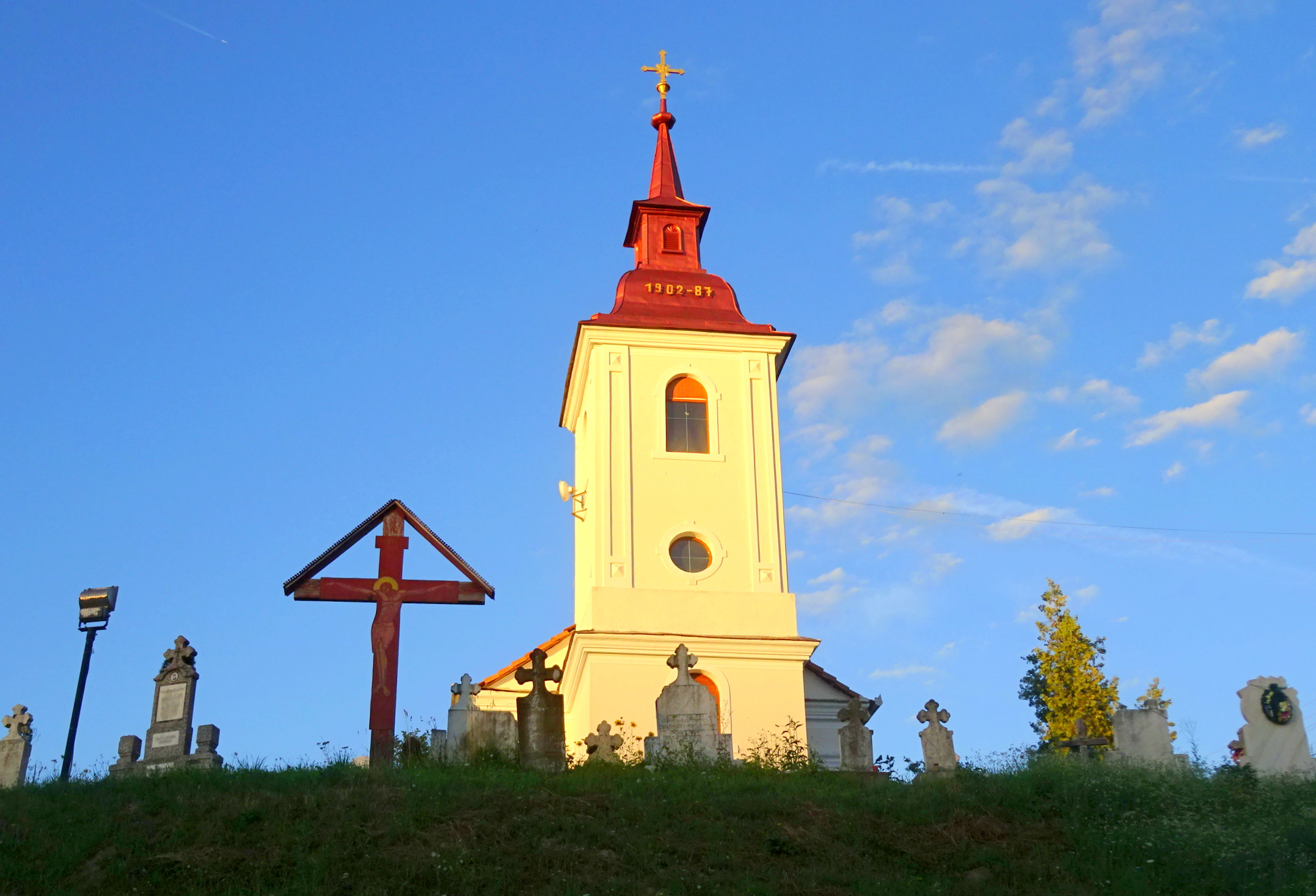
Biserica Sfinții Arhangheli din Ludeștii de Jos (1902)
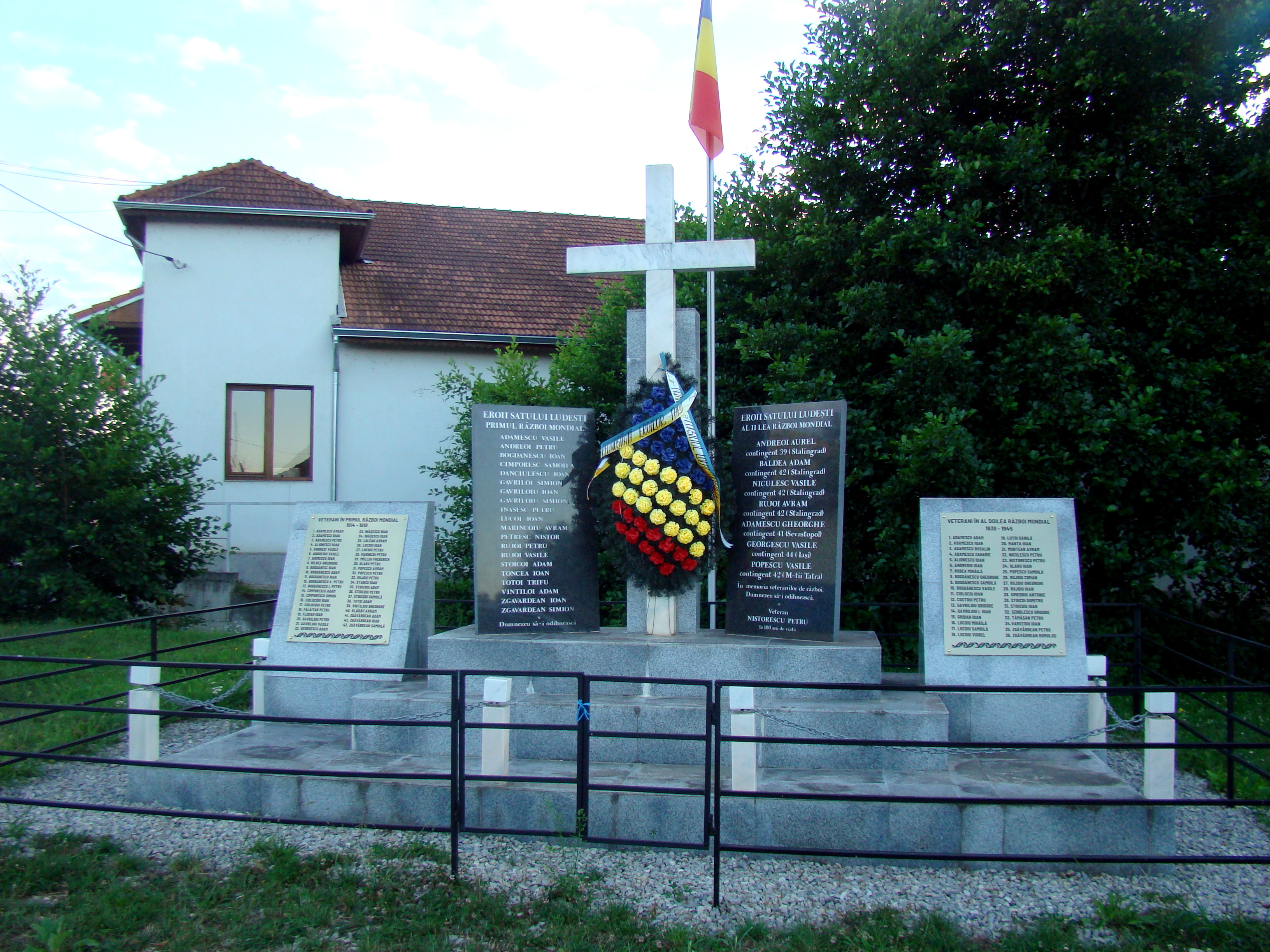
Monumentul eroilor din Ludeștii de Jos